# Klement August Wittelsbach
Klement August Bavorský OT (německy: Clemens August von Bayern; 17. srpna 1700, Brusel – 6. února 1761, Ehrenbreitstein, Koblenz) byl bavorský vévoda z rodu Wittelsbachů. Působil jako kolínský kurfiřt, italský arcikancléř, kolínský arcibiskup v letech 1723–1761, biskup v Řezně, Münsteru, Paderbornu, Hildesheimu a Osnabrücku.

## Životopis
Bavorský vévoda Klement August Ferdinand Maria Hyacint z Wittelsbachu se narodil jako syn bavorského kurfiřta vévody Maxmiliána II. Emanuela a jeho manželky Terezy Kunhuty rozené Sobieské. Jeho prarodiči byli: bavorský kurfiřt Ferdinand Maria Bavorský a Jindřiška Adéla Savojská a polský král Jan III. Sobieski a jeho žena Marie Kazimíra d'Arquien.
Od útlého věku byl Klement August předurčen k duchovní kariéře. Studoval v Římě. V roce 1715 se stal koadjutorem biskupa v Řezně a v následujícím roce ordinářem diecéze. V roce 1719 obdržel biskupské úřady v Paderbornu a Münsteru. V listopadu 1723 dosáhl jedné z nejprestižnějších církevních hodností v Říši, titulu kolínského arcibiskupa. Tím se zařadil do skupiny kurfiřtů, kteří ovlivňovali obsazení císařského trůnu. Nebyl zcela spokojen se stavem svých církevních beneficií, a proto požádal o další dvě biskupství: v Hildesheimu (1724) a v Osnabrücku (1728). V roce 1732 se neúspěšně ucházel o nejčestnější titul arcibiskupa mohučského. Od Františka Ludvíka Falcko-Neuburského se mu však podařilo zdědit pouze titul velmistra Řádu německých rytířů, který získal jako odškodnění díky ochraně císaře Karla VI.
Během války o polské dědictví se postavil na stranu Francie a umožnil průchod jejích vojsk přes své území. Během války o rakouské dědictví podporoval svého bratra v jeho snaze získat císařskou korunu a pendloval mezi evropskými dvory, aby Wittelsbachům pomohl získat tuto důstojnost. Když dosáhl úspěchu, korunoval Karla VII. ve Frankfurtu nad Mohanem.
Klement August pobýval převážně v Bonnu, kde měl rozsáhlý dvůr. Obklopil se nádherou a založil několik velkolepých sídel a paláců. Rozhazoval velké sumy peněz na vydržování svých milenek, lov, nákupy složitých kostýmů. Měl zálibu v pořádání velkolepých barokních církevních obřadů, které věřící ohromovaly svou nádherou.
Zemřel náhle 6. února 1761 na zámku Ehrenbreitstein v Koblenci. Byl pohřben v kolínské katedrále.